# Llista de rius del Racó d'Ademús
Llista de rius, rambles i barrancs a la comarca del Racó d'Ademús, al País Valencià.
| Nom             | Tipus   | Conca | Superfície de conca | Longitud | Cabal | Naixement                                    | Naixement                                              | Desembocadura                               | Desembocadura                                          | Foto |
| Nom             | Tipus   | Conca | Superfície de conca | Longitud | Cabal | Lloc                                         | Coord.                                                 | Lloc                                        | Coord.                                                 | Foto |
| --------------- | ------- | ----- | ------------------- | -------- | ----- | -------------------------------------------- | ------------------------------------------------------ | ------------------------------------------- | ------------------------------------------------------ | ---- |
| Túria           | riu     |       | 6.850 km²           | 280 km   |       | Monts Universals (Aragó)                     |                                                        | mar Mediterrània (València)                 | 39° 25′ 27″ N, 0° 19′ 52″ O / 39.4242°N,0.3311°O       |      |
| el Val del Agua | rambla  | Túria |                     |          |       | Castellfabib                                 | 40° 10′ 44″ N, 1° 18′ 00″ O / 40.1787699°N,1.2999647°O | riu Túria (Mas de Jacinto - Castellfabib)   | 40° 07′ 31″ N, 1° 15′ 04″ O / 40.1252292°N,1.2511807°O |      |
| Riodeva         | rambla  | Túria |                     |          |       | Serra de Javalambre (Camarena de la Sierra)  | 40° 06′ 47″ N, 1° 04′ 14″ O / 40.1131065°N,1.0706381°O | riu Túria (Mas de Jacinto - Castellfabib)   | 40° 07′ 31″ N, 1° 15′ 06″ O / 40.1252374°N,1.2515562°O |      |
| Cuadraleja      | barranc | Túria |                     |          |       | Serra de Tortajada (la Pobla de Sant Miquel) | 40° 05′ 22″ N, 1° 06′ 26″ O / 40.0893841°N,1.107205°O  | rambla de Riodeva (la Pobla de Sant Miquel) | 40° 06′ 52″ N, 1° 08′ 54″ O / 40.114328°N,1.1483466°O  |      |
| Ebrón           | riu     | Túria |                     |          |       | Serra d'Albarrasí (Jabaloyas)                |                                                        | riu Túria (Torrebaixa)                      | 40° 05′ 36″ N, 1° 14′ 53″ O / 40.0933013°N,1.2481444°O |      |
| el Val          | rambla  | Túria |                     |          |       | Serra de Tortajada (Ademús)                  | 40° 03′ 09″ N, 1° 11′ 37″ O / 40.0525264°N,1.1935775°O | riu Túria (Ademús)                          | 40° 03′ 59″ N, 1° 16′ 49″ O / 40.0664737°N,1.2802748°O |      |
| Bohilgues       | riu     | Túria |                     |          |       | Vallanca                                     | 40° 03′ 50″ N, 1° 22′ 33″ O / 40.0640003°N,1.3759098°O | riu Túria (Ademús)                          | 40° 03′ 42″ N, 1° 16′ 59″ O / 40.0617696°N,1.2831895°O |      |
| Negrón (o Gil)  | rambla  | Túria |                     |          |       | Vallanca                                     | 40° 01′ 33″ N, 1° 21′ 15″ O / 40.0259639°N,1.3540759°O | riu Boïlgues (Ademús)                       | 40° 03′ 28″ N, 1° 17′ 31″ O / 40.0577907°N,1.291928°O  |      |
| Benarraiz       | rambla  | Túria |                     |          |       | Serra de Tortajada (Cases Altes)             | 40° 01′ 11″ N, 1° 13′ 38″ O / 40.0196638°N,1.2273257°O | riu Túria (Cases Baixes)                    | 40° 01′ 17″ N, 1° 15′ 38″ O / 40.0214325°N,1.2605965°O |      |